# Pastor-do-cáucaso
Pastor-do-cáucaso[a][b] (em russo:  Кавказская овчарка), também chamado de mastim-do-cáucaso, é uma rústica raça de cães do tipo mastim oriunda da região do Cáucaso entre o mar Negro e o mar Cáspio. É criado para guardar propriedades, e guardar prisões russas. Seus ancestrais, compostos de "raças" nativas milenares, são utilizados para a proteção de rebanhos contra predadores e até para a caça dos mesmos. 
Por conta de que a raça foi registrada primeiramente pela União Soviética — onde também foi realizada a seleção genética moderna da raça pelo canil Estrela Vermelha — o padrão oficial da Federação Cinológica Internacional indica que seu país de origem é a Rússia. No entanto, a raça é advinda de países da região do Cáucaso, incluindo Geórgia, Armênia e Azerbaijão, e tem ascendência nas raças nativas destes países.
Eles serviam os pastores nas montanhas do Cáucaso como cães de guarda, defendendo ovelhas de predadores, principalmente lobos, chacais e ursos. Seus ancestrais ainda servem com sucesso neste trabalho, especialmente na Geórgia, e a vida de um homem que é pastor é impossível sem esses cães.
É considerado um ótimo cão de guarda de alto nível, com temperamento caracterizado pela aversão à estranhos, pela coragem e pelo instinto territorial e personalidade independente e dominante. O adestramento é essencial. É um cão indicado apenas para donos muito experientes e capacitados.
Seu porte, no padrão de cães pastores da Geórgia, lembra o de um urso, principalmente a cabeça, estilo que o tornou o preferido de Josef Stalin.

## Nome
Na Rússia, é chamado de ovcharka (овчарка) do Cáucaso. O termo ovcharka (que pode ser traduzido como “cão de ovelha” ou cão do “pastor de ovelha”) é usado para cães de trabalho especializados em ovelhas, não necessariamente para pastoreio (condução de ovelhas), mas para proteção das mesmas. Várias raças de cães guardiões de rebanho da região e proximidades são classificados com este mesmo termo.

## História
As montanhas do Cáucaso são o lar de alguns dos mais antigos cães molossos guardiões de gado, hoje divididos em várias raças regionais. E o pastor-do-cáucaso é considerado um descendente moderno destes valorosos cães antigos.
Há uma grande variedade de tipos entre os cães pastores caucasianos, dependendo de sua região de origem, mas um único tipo passou a ser favorecido nas exposições e na literatura, em detrimento de outras variantes. Embora a sua primeira aparição oficial nas exposições fora do Cáucaso tenha sido na década de 1930 na Alemanha, o pastor caucasiano (ou seu ancestral) existe desde os tempos antigos. Estes cães modernos, hoje chamados de pastor-do-cáucaso, foram criados pela URSS durante os anos 1900 tendo como base genética cães primitivos, como o Nagazi e o Gampr, da Geórgia e Armênia, respectivamente.
Historicamente, os cães molossos da região do Cáucaso são usados por séculos para proteger propriedades, proteger rebanhos, matar lobos e caçar ursos.
A raça moderna tornou-se famosa pela Europa Ocidental devido ao seu papel de cão de guarda nas fronteiras da Alemanha e no muro de Berlim ao final da Segunda Guerra Mundial.
Hoje a raça é mais utilizada como cão de guarda de propriedades e como cão de guarda de prisões na Rússia (juntamente com o cão Alabai), onde os indivíduos mais ferozes são preferidos.
O pastor-do-cáucaso é uma raça totalmente padronizada e reconhecida pelas principais organizações cinófilas, incluindo o American Kennel Club, a Federação Cinológica Internacional e o United Kennel Club.

## Temperamento
Sendo uma raça primitiva, possui baixo impulso de caça aceitando mais facilmente espécies diferentes de animais à matilha, e é um guardião nato, também bastante apegado ao dono apesar de ser bastante independente. O pastor-do-cáucaso é um cão de baixa atividade, aparentemente letárgico quando não está trabalhando, mas ágil e convincente quando sente que sua família ou território está sendo ameaçado. Embora certas vertentes sejam mais ferozes do que outras, todos os caucasianos são agressivos contra cães em especial desconhecidos, precisando de uma socialização precoce e cuidadosa, bem como de um tratamento consistente, mas nunca contundente. Esta raça pode ser um cão da família, se bem treinada e socializada, embora alguns adestradores a classifiquem como não adequada para estimação ou para proprietários inexperientes. São cães muito protetores, dominantes, independentes, corajosos e muito territoriais. Possuem grande aversão à pessoas estranhas e precisam de um dono com muita experiência e conhecimento técnico. O adestramento é altamente recomendado.

## Características

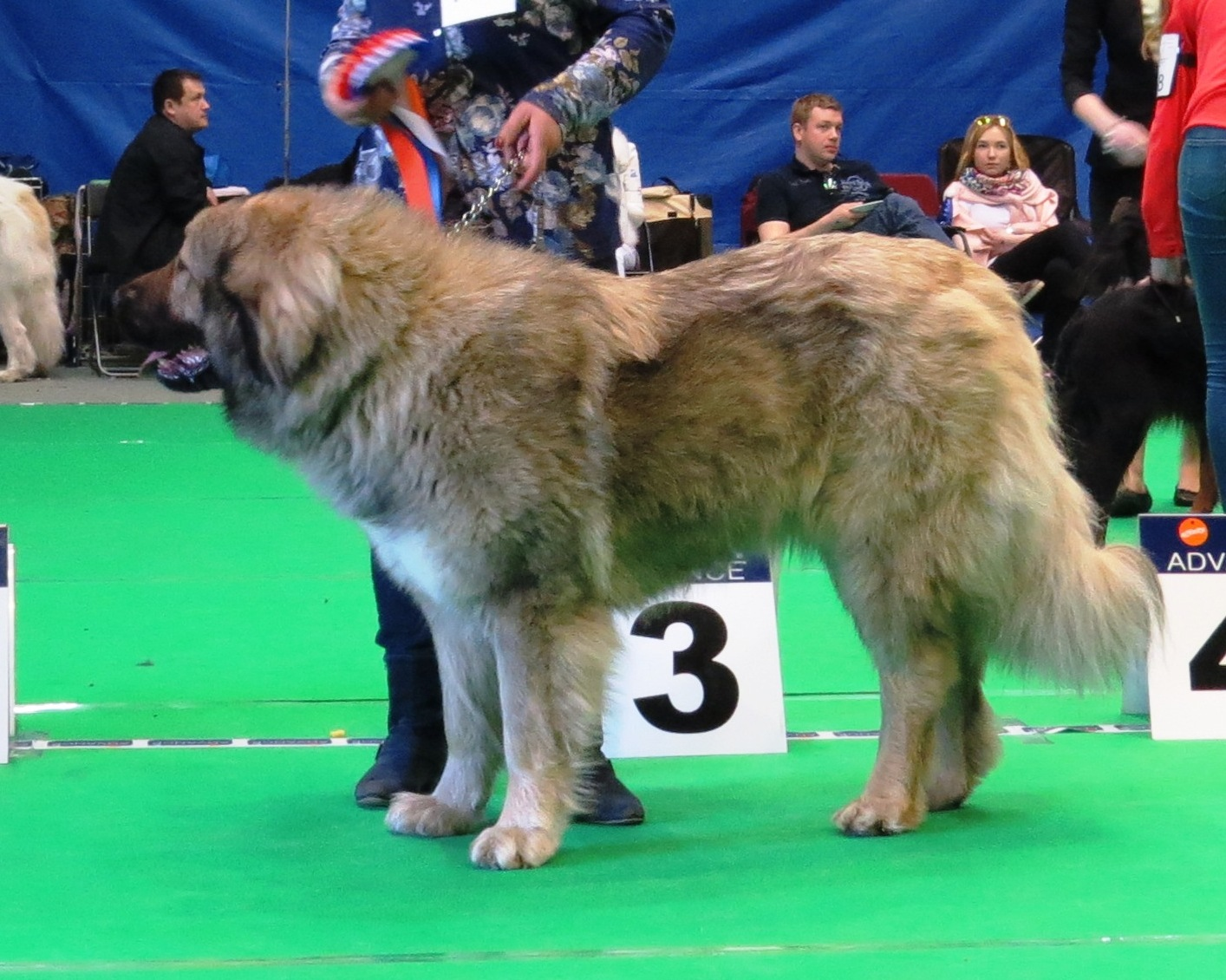
Cão adulto

O pastor-do-cáucaso é um cão grande, forte e poderoso com pelagem densa com subpelo que fornece proteção térmica ao frio e ao calor. De acordo com o padrão os machos devem pesar no mínimo 50 kg, mas em média pesam 70 kg, podendo atingir os 100 kg; também devem possuir no mínimo 68 cm de altura na cernelha, alcançando até 75 cm. Qualquer cor sólida, malhada ou manchada é aceita, com exceção do preto sólido ou diluído, cor de fígado e azul. As orelhas do pastor-do-cáucaso são tradicionalmente cortadas na Rússia, porém, em outros casos podem ser mantidas íntegras.

### Variantes[9]
Por quase um século, coexistiram dois tipos raciais e padrões para a raça: o tipo montanhês, mais pesado com pelo mais longo; e o tipo da estepe, mais leve e com pelo mais curto. Ainda hoje há variações regionais entre os indivíduos.
- O tipo Astrakhan é encontrado na região Cabardino-Balcária e acredita-se ser um cruzamento entre o tipo de exposição russo e os antigos cães de montanha da Cabárdia-Balcária e da Geórgia, mas os molossos Balcários também estão enraizados no Mastim Sármata.
- Uma variante do cão de pastor circassiano (também chamado de pastor ou cão de montanha) também foi introduzido no Império Otomano após as guerras russo-circassianas. Como resultado do cruzamento do otomano, Kangals com o cão de montanha circassiano (não confundir com o orloff wolfhound circassiano), surgiram os cães mistos Cherkes.
- Os cães do Daguestão são altos, de cabeça larga e atléticos, de cabelos curtos e multicolores.
- A variante de Volkodav também vem em dois tipos, com o montanhês de pelos compridos e cães de estepe de pelagem curta, sempre com máscaras negras. Há também um raro Mastim Kavkaz de pêlo curto, conhecido como Volkodav Caucasiano do Norte (North-Caucasian Volkodav), que está a caminho de receber um reconhecimento como raça separada.

## Galeria

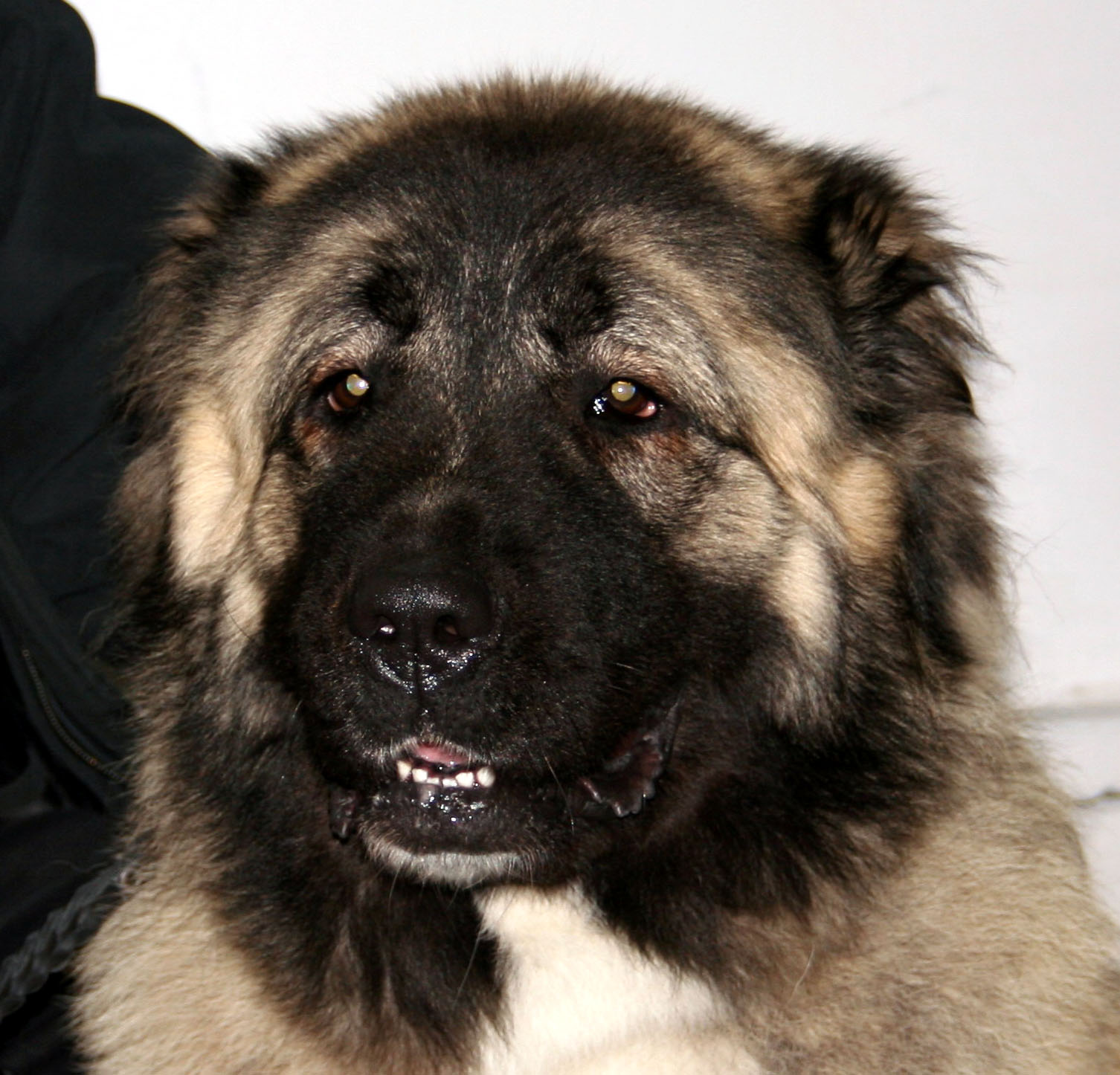
Cão de orelhas cortadas
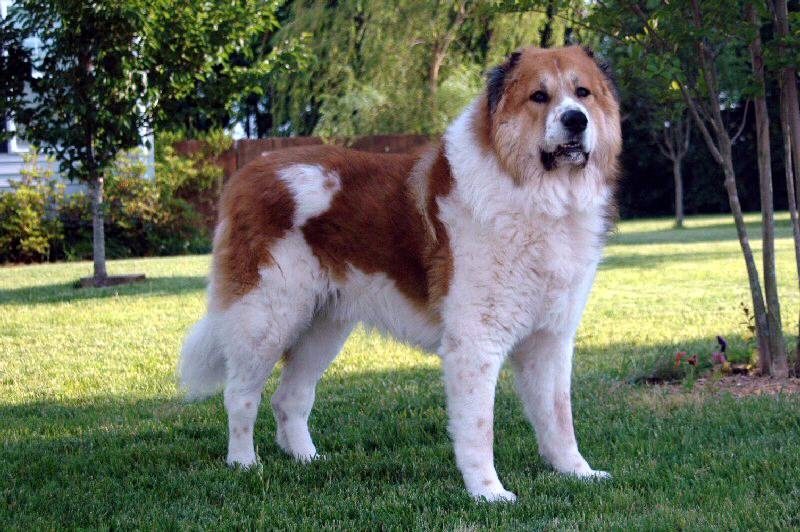
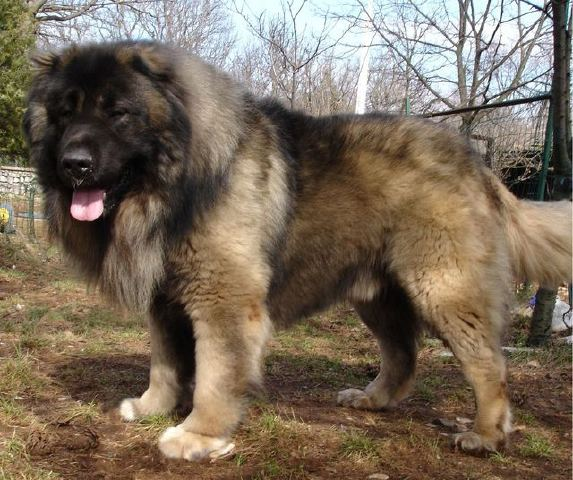
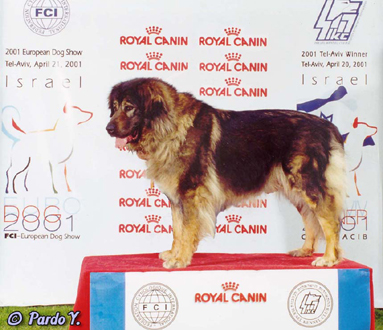
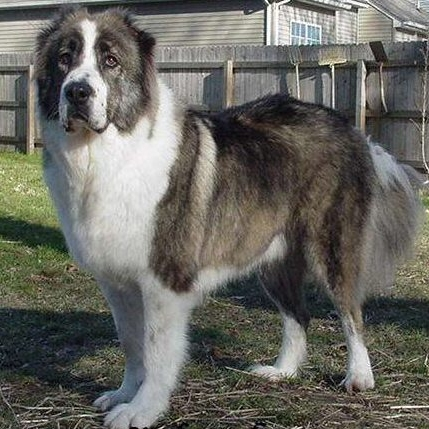
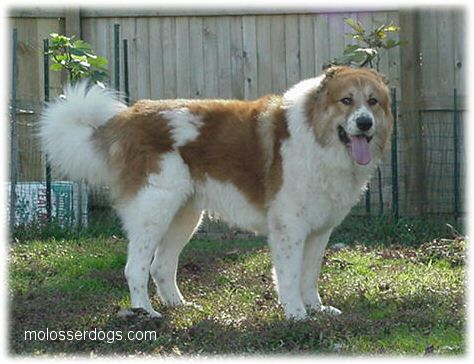
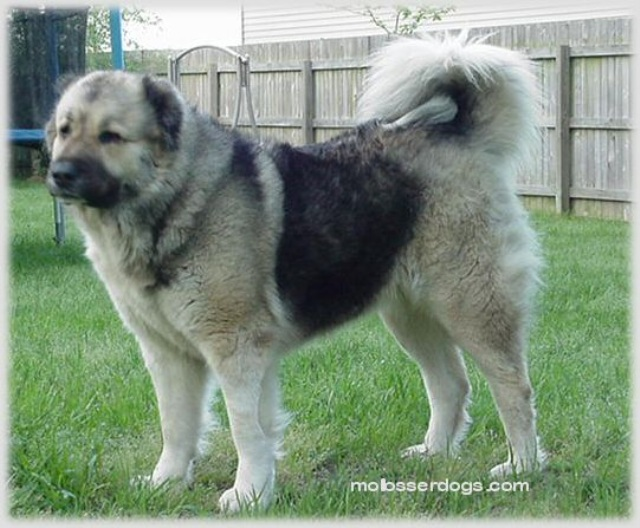
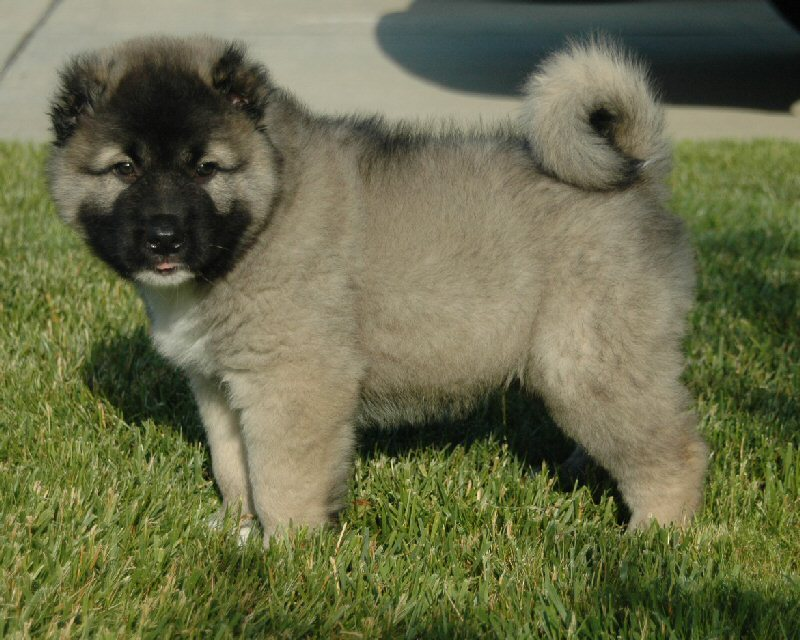
filhote
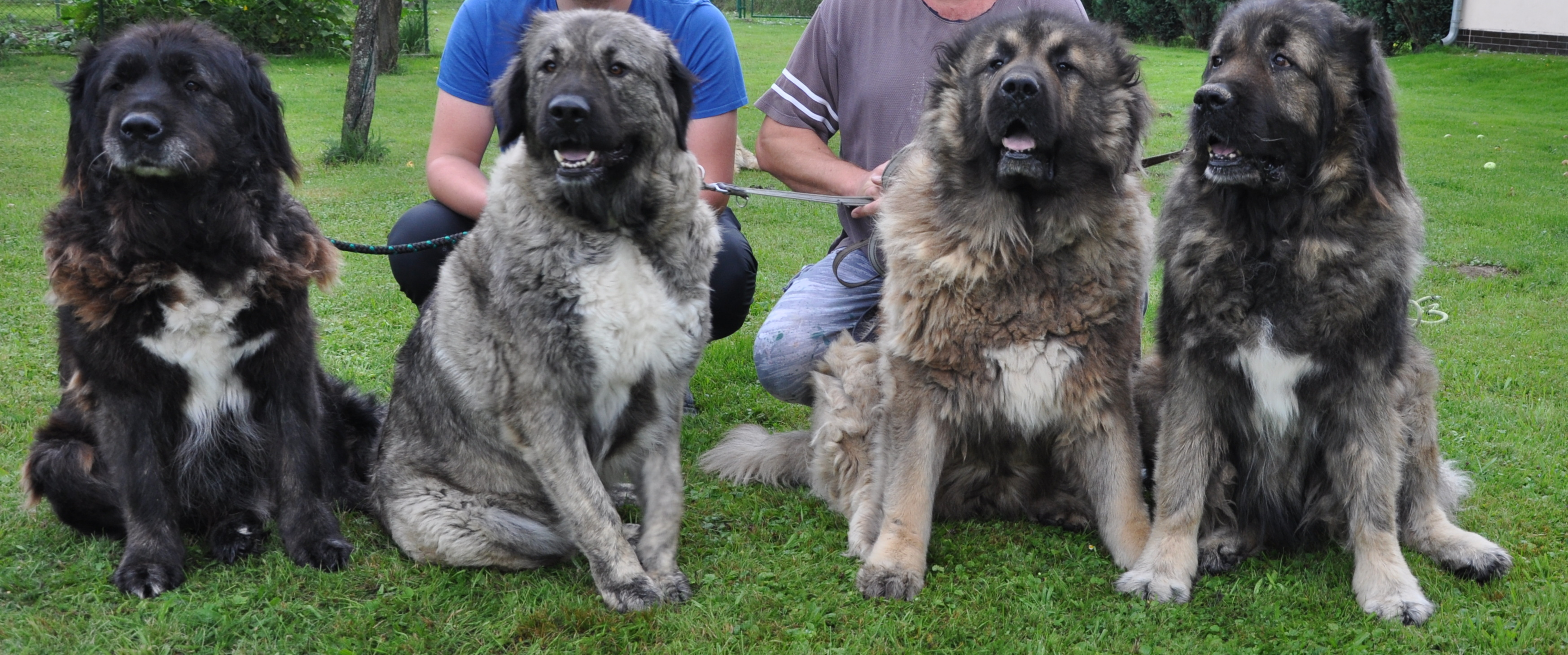
Cães pastor do cáucaso
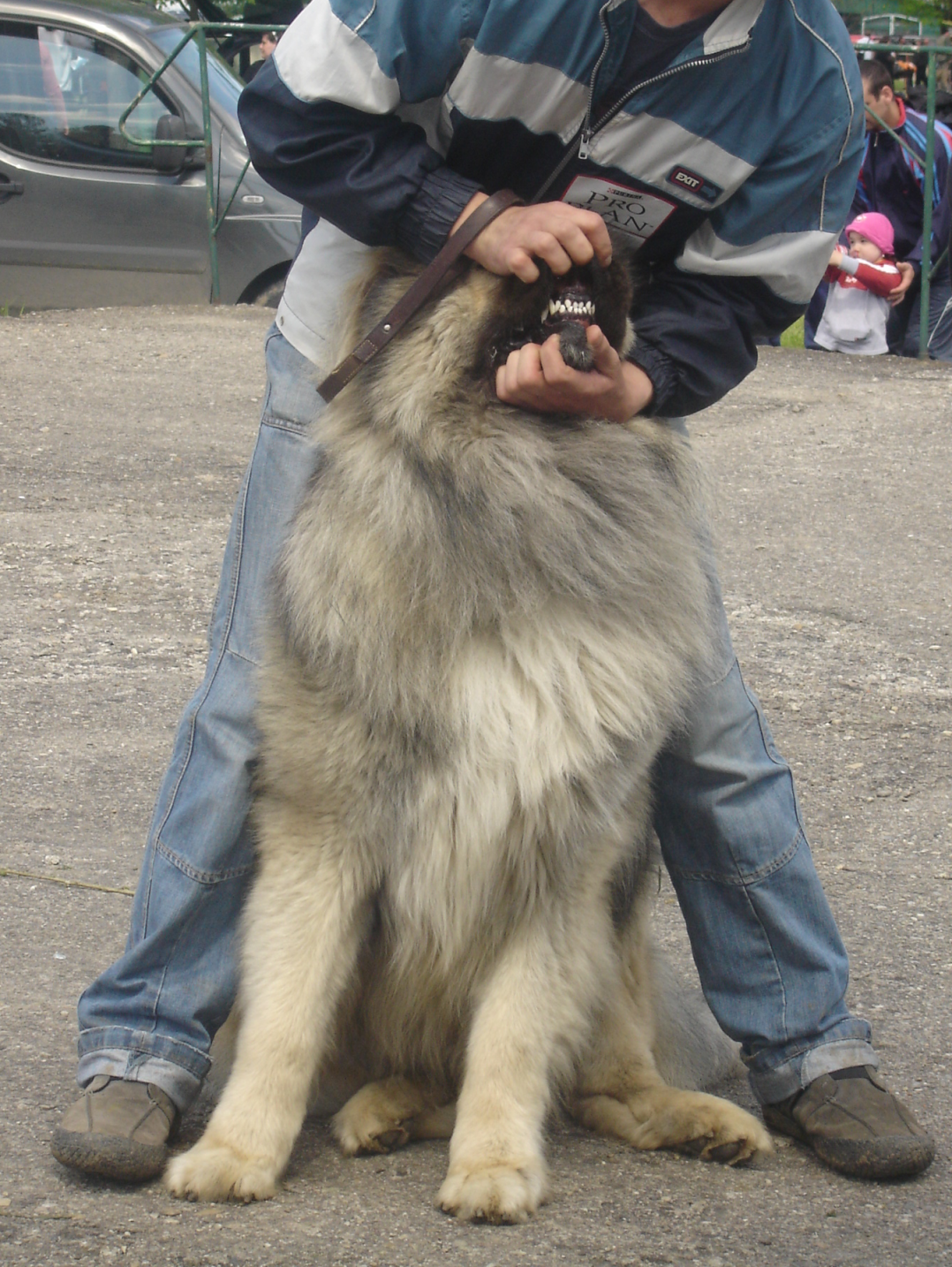
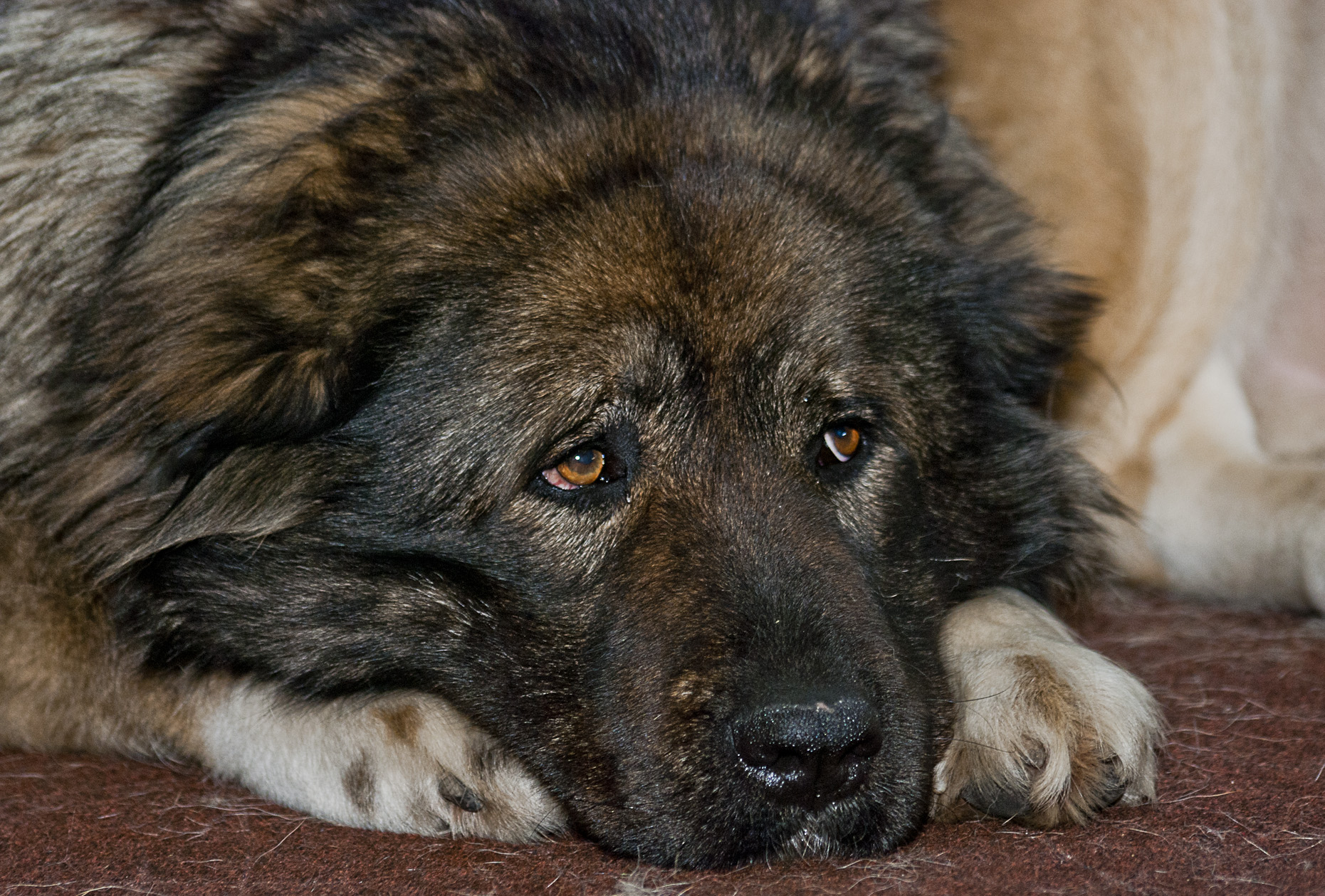
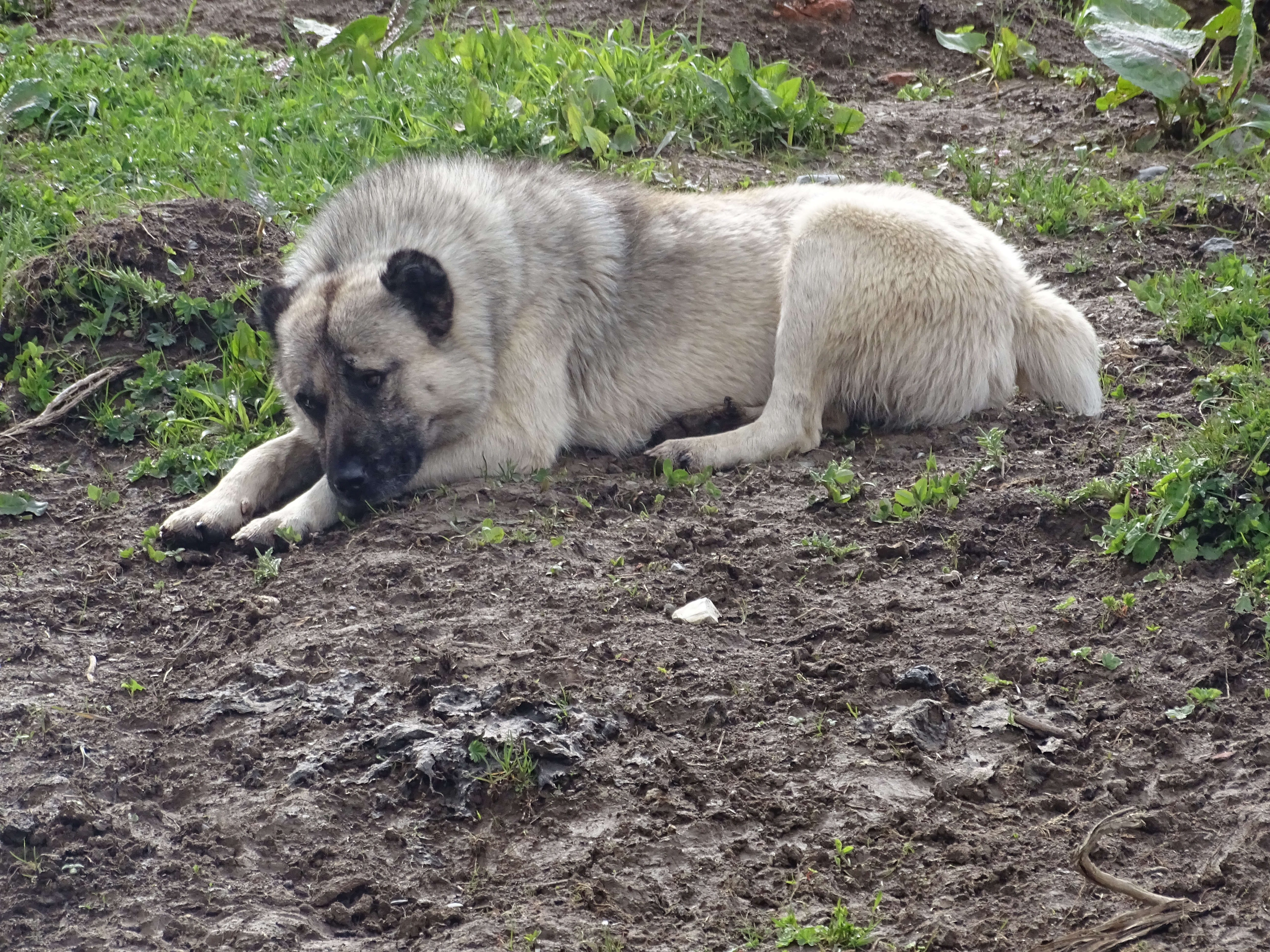